# Saw 5
Série Saw
Saw 4
(2007) Saw 6
(2009)
Pour plus de détails, voir Fiche technique et Distribution.
Saw 5 ou Décadence V au Québec (Saw V), est un film d'horreur américano-canadien appartenant aux sous-genres du splatter movie et du torture porn, réalisé par David Hackl, sorti en 2008.
Il est le cinquième volet de la série de films Saw et prend place immédiatement après la fin de Saw 4, dont il poursuit l'intrigue. Il met en scène Tobin Bell, Costas Mandylor, Scott Patterson et Betsy Russell. Le réalisateur des trois films précédents Darren Lynn Bousman cède sa place à David Hackl, qui officiait sur ces mêmes films en tant que chef décorateur.
Le film suit les investigations de l'agent du FBI Peter Strahm à la suite de la mort de Jigsaw, suspectant à raison le lieutenant Mark Hoffman d'être le complice qu'il recherche. Hoffman, conscient des doutes de Strahm, tente d'effacer ses traces, tout en mettant en place un nouveau jeu.
Bien que son box-office soit inférieur à ceux de ses deux prédécesseurs, il est un succès commercial mais reçoit un accueil critique négatif.

## Synopsis
Le film s'ouvre sur le personnage de Seth Baxter, attaché à une table dans ce qui semble être un piège de Jigsaw : une vidéo a son intention lui indique qu'il doit se libérer en mettant ses mains à écraser avant que le pendule au-dessus de lui ne l'atteigne et le coupe en deux. Il y consent mais malgré son sacrifice, le pendule ne s'arrête pas et il est lentement éventré. Avant de mourir, il a le temps de remarquer que quelqu'un l'observe à travers le trou d'un mur. 
L'intrigue revient ensuite sur les dernières secondes du précédent film. Peter Strahm parvient à s'échapper de la pièce où Hoffman l'a enfermé par une porte secrète mais est attaqué par Hoffman portant un masque de porc. Strahm se réveille plus tard la tête enfermé dans un cube de verre qui se remplit d'eau. Alors qu'il est sur le point de finir noyé, il utilise son stylo pour effectuer une trachéotomie. Hoffman, de son côté, sort du bâtiment avec Corbett, la fille de Jeff et Lynn Denlon, et la confie aux secours. Alors qu'il affirme qu'il n'y a pas d'autres survivants, il voit avec horreur Strahm, bien vivant, être évacué du bâtiment sur un brancard.
L'affaire Jigsaw est désormais classée avec sa mort et celle de Amanda tandis que Hoffman est promu capitaine. Il apprend que Lindsey Perez est décédée des suites de ses blessures et rend visite à Strahm à l'hôpital, qui lui apprend que les derniers mots de Perez le concernaient avant de l'interroger sur la façon dont il a échappé à son piège. Bien que mis en arrêt maladie par son supérieur Dan Erickson, Stramh décide d'enquêter sur Hoffman, le soupçonnant d'être le complice de Jigsaw que Perez et lui cherchaient.
Dans un lieu souterrain, cinq personnes nommées Ashley, Brit, Charles, Luba et Mallick se réveillent avec des colliers autour du cou, connectés à un assortiment de lames placé sur un mur. Ils sont informés qu'ils sont tous liés et que pour survivre, ils devront réussir plusieurs épreuves mais qu'il faudra qu'ils luttent sur ce que leur instinct de survie les incitera à faire. Ashley, ne parvenant pas à récupérer dans les temps la clé permettant de retirer son collier, est décapitée par le premier piège. La deuxième salle leur impose de récupérer les clés permettant d'ouvrir les portes des abris afin de s'y réfugier avant que les bombes de la pièce n'explosent. Seulement trois abris étant disponibles, Charles tente d'assommer Mallick qui doit sa survie au dernier à l'intervention de Luba. Charles, laissé blessé au centre de la pièce, est tué quand les bombes explosent.
Hoffman, comprenant que Strahm est sur ses traces, commence à fabriquer des indices pour le faire accuser d'être le deuxième complice et lance Erickson sur cette piste après avoir volé le téléphone de Strahm resté dans les pièces à convictions. Il place ensuite le téléphone dans la salle de contrôle du jeu des survivants restants. Strahm, de son côté, découvre que l'une des premières victimes de Jigsaw, qui n'est autre que Seth Baxter, était aussi le meurtrier et petit-ami de la sœur de Hoffman, Angelina. Il comprend que Hoffman a assassiné Seth en faisant passer sa mort pour un piège de Jigsaw et qu'il a ensuite été contraint par le célèbre tueur à l'aider dans ses meurtres suivants.
Brit, Luba et Mallick atteignent leur troisième épreuve : relier cinq câbles électriques à l'eau d'une baignoire grâce à un conducteur humain. Alors que Luba veut sacrifier Mallick, elle est tuée par Brit. Les deux derniers survivants se servent de son corps pour accomplir l'épreuve et rentrer dans la dernière pièce. Ils y trouvent un appareil avec cinq scies et une balance contenant un récipient devant contenir cinq litres de sang pour ouvrir l'ultime porte. Ils prennent alors conscience qu'ils auraient pu tous survivre et arriver à cette dernière épreuve s'ils avaient travaillé ensemble et non écouté leur instinct, comme cela leur avait été indiqué. Ils découvrent également qu'ils sont tous à des degrés différents responsables de l'incendie d'un immeuble ayant causé la mort de plusieurs personnes et de l'absence de justice vis à vis de ce crime. Au prix d'une grande souffrance et mutilation de leurs bras, ils arrivent à sacrifier assez de sang pour ouvrir la porte.
Erickson, suivant le signal du téléphone de Strahm, découvre la salle de contrôle du piège ainsi que Brit et Mallick, inconscients à cause de la perte massive de sang qu'ils ont subi. Face aux éléments qu'il a devant lui, il demande la création d'un avis de recherche au nom de Peter Strahm. Pendant ce temps, Strahm suit Hoffman jusqu'à la maison qui a servi pour le jeu de Daniel Matthews désormais rénovée. Fouillant le sous-sol de la maison, il découvre une pièce avec un cercueil en verre au milieu. La cassette qui se trouve dedans lui indique qu'il doit rentrer à l'intérieur pour sortir de la pièce vivant. Au lieu de cela, il interrompt la bande, tend une embuscade à Hoffman et l'enferme dans le cercueil, qui se verrouille. Alors que Strahm pense avoir capturé Hoffman et l'avoir mis dans son propre piège, la porte de la pièce se referme et se verrouille elle aussi. Alors que les murs de la pièce se rapprochent et que le cercueil s'enfonce dans le sol, Strahm écoute la fin de la cassette qui lui informe qu'en cas de refus, il mourra et deviendra aux yeux de tous l'héritier de Jigsaw. Hoffman regarde Strahm tenter de s'échapper sans succès de la pièce et être fatalement écrasé entre les murs.

## Fiche technique
- Titre original : Saw V
- Titre français : Saw 5
- Titre québécois : Décadence V
- Réalisation : David Hackl
- Scénario : Patrick Melton et Marcus Dunstan
- Musique : Charlie Clouser
- Direction artistique : Graham Caswell et Elis Lam
- Décors : Anthony A. Ianni
- Costumes : Alex Kavanagh
- Photographie : David A. Armstrong (en)
- Son : Keith Elliott, Andrew Tay et Mark Zsifkovits
- Montage : Kevin Greutert
- Production : Mark Burg, Gregg Hoffman (en) et Oren Koules

Production déléguée : James Wan, Leigh Whannell, Peter Block, Jason Constantine, Daniel J. Heffner et Stacey Testro
Production associée : Troy Begnaud
- Sociétés de production[1] :
  - États-Unis : Mandate Pictures (en), avec la participation de Twisted Pictures (en)
  - Canada : produit avec l'aide de Ontario Production Services Tax Credit et Canadian Film or Video Production Tax Credit
- Société de distribution :
  - États-Unis : Lionsgate
  - Canada : Maple Pictures, Les Films Séville[2]
  - France : Metropolitan Filmexport
  - Belgique : Les Films de l'Elysée
  - Suisse : Ascot Elite Entertainment Group
- Budget : 10,8 millions de $[3]
- Pays d'origine :  Canada,  États-Unis
- Langue originale : anglais
- Format[4] : couleur - 35 mm - 1,85:1 (Panavision) - son DTS | Dolby Digital | SDDS | DTS (Dolby 5.1)
- Genre : épouvante-horreur, splatter movie, thriller, policier, mystère, torture porn
- Durée : 92 minutes / 95 minutes (version non censurée director's cut)
- Dates de sortie[5] :
  - États-Unis, Canada : 24 octobre 2008
  - France, Suisse romande : 5 novembre 2008
  - Belgique : 17 décembre 2008
- Classification[6] :
  -  États-Unis : Interdit aux moins de 17 ans (certificat #44624) (R – Restricted)[Note 3].
  -  Canada : Les personnes de moins de 18 ans doivent être accompagnées d'un adulte (18A - 18 Accompaniment).
  -  Québec : 16 ans et plus (16+ / 16 years and over).
  -  France : Interdit aux moins de 16 ans (visa d'exploitation no 121772 délivré le 4 novembre 2008)[7],[8],[Note 4].

## Distribution
- Tobin Bell (VF : Bruno Dubernat ; VQ : Stéphane Rivard) : John Kramer / Jigsaw
- Costas Mandylor (VF : Bertrand Nadler ; VQ : François Trudel) : le lieutenant Mark Hoffman (en)
- Scott Patterson (VF : Bernard Métraux ; VQ : Louis-Philippe Dandenault) : l'agent spécial Peter Strahm
- Betsy Russell (VF : Emmanuèle Bondeville ; VQ : Mélanie Laberge) : Jill Tuck
- Julie Benz (VF : Louise Lemoine Torrès ; VQ : Julie Burroughs) : Brit Stevenson
- Meagan Good (VF : Céline Ronté ; VQ : Valérie Gagné) : Luba Gibbs
- Mark Rolston (VF : François Dunoyer ; VQ : Jean-François Blanchard) : l'agent spécial Dan Erickson
- Carlo Rota (VF : Féodor Atkine ; VQ : Benoit Éthier) : Charles Salomon
- Greg Bryk (VF : Arnaud Arbessier ; VQ : Jean-François Beaupré) : Mallick Scott
- Laura Gordon (VF : Anne Dolan) : Ashley Kazon
- Joris Jarsky : Seth Baxter
- Mike Butters : Paul Leahy
- Al Sapienza : le chef de la police
- Mike Realba (VF : Yannick Blivet) : l'inspecteur Fisk
- Jeff Pustil (en) (VF : Jean-Pol Brissart) : Bernie Feldman
- Dana Sorman : la réceptionniste du cabinet d'avocat
- Sheila Shah : l'agent spécial Cowan
- Samantha Lemole (VQ : Ariane-Li Simard-Côté) : Pamela Jenkins
- Niamh Wilson : Corbett Denlon
- Tony Nappo (en) : Gus Colyard
- Tim Burd : Obi Tate
- Natalie Brown : Heather Miller
- Sarah Power : Angelina Acomb

Version française
- Société de doublage : Dubbing Brothers
- Direction artistique : Danielle Perret
- Adaptation des dialogues : Déborah Perret

Version québécoise
- Société de doublage : Tempo
- Direction artistique et adaptation des dialogues : Nicole Fontaine

## Musique
Albums de collectif
Saw IV: Original Motion Picture Score
(2007) Saw VI: Original Motion Picture Soundtrack'
(2009)
Saw V: Music From and Inspired By: est la bande originale de Saw 5. Elle est sortie le 21 octobre 2008 sous le label WEA/Warner Bros. Records.
| 1.  | Trap Attack                                            | Charlie Clouser | 4:13 |
| 2.  | True Believer                                          | Testament       | 3:37 |
| 3.  | Death and Destruction ((A Vote of Non-Confidence Mix)) | Ministry        | 5:09 |
| 4.  | What's Next ((The Blood and Sand Mix))                 | Filter          | 3:27 |
| 5.  | Thanks Again, Again                                    | The Almighty    | 4:11 |
| 6.  | The Banishment                                         | Prong           | 6:01 |
| 7.  | The Dawning of Doom                                    | Die Krupps      | 3:46 |
| 8.  | Power Player                                           | Clutch          | 3:06 |
| 9.  | ugLi                                                   | Skinny Puppy    | 6:33 |
| 10. | Strangers                                              | William Control | 4:04 |
| 11. | Unlaced                                                | Emilie Autumn   | 3:27 |
| 12. | Blood and Music                                        | Fixmer/McCarthy | 4:12 |
| 13. | Wizard of Sextown (Revolting Cocks)                    |                 | 7:20 |
| 14. | Date of Expiration                                     | Funker Vogt     | 4:47 |
| 15. | What It Takes                                          | Charlie Clouser | 4:33 |

Voici la musique du film : tous les chansons sont composées par Charlie Clouser.
| Piste # | Piste              | Durée (min:s) |
| ------- | ------------------ | ------------- |
| 1       | Saw V Open         | 0:40          |
| 2       | Seth Awake         | 0:42          |
| 3       | Hello, Seth        | 1:15          |
| 4       | Pendulum           | 2:18          |
| 5       | Saw V Title        | 0:34          |
| 6       | Strahm Flash       | 3:26          |
| 7       | Head Cage          | 2:28          |
| 8       | Live One           | 0:57          |
| 9       | Feldman            | 3:28          |
| 10      | Promotion          | 1:48          |
| 11      | Off Case           | 0:34          |
| 12      | I Know             | 0:49          |
| 13      | Perez Flash        | 0:24          |
| 14      | I'm A Hero         | 1:33          |
| 15      | Hoffman Lair       | 1:20          |
| 16      | Wire Room          | 2:32          |
| 17      | Nail Bombs         | 2:02          |
| 18      | Wire Trap          | 1:47          |
| 19      | Being Smart        | 0:54          |
| 20      | Strahm Files       | 3:06          |
| 21      | See Ya Round       | 1:38          |
| 22      | Gotcha             | 1:10          |
| 23      | Your Story         | 2:25          |
| 24      | Odd Man Out        | 0:31          |
| 25      | The Fittest        | 1:18          |
| 26      | Meet Jigsaw        | 0:40          |
| 27      | Jigsaw Hall        | 1:41          |
| 28      | Jigsaw Vator       | 0:31          |
| 29      | Jigsaw Attack      | 0:29          |
| 30      | Hair Trigger       | 3:31          |
| 31      | True Edge          | 1:24          |
| 32      | What It Takes      | 0:41          |
| 33      | My Method          | 0:44          |
| 34      | I Am Jigsaw        | 0:58          |
| 35      | Rehabilitate       | 1:32          |
| 36      | Strahm Theory      | 2:20          |
| 37      | Wire Pipe          | 0:32          |
| 38      | He Had Help        | 0:54          |
| 39      | Drunk Pig          | 0:49          |
| 40      | Fat Pig            | 0:43          |
| 41      | Pigs Revealed      | 3:16          |
| 42      | Bathtub            | 1:43          |
| 43      | Erickson Garage    | 2:32          |
| 44      | Next Nightmare     | 4:04          |
| 45      | Hoffman Approach   | 6:08          |
| 46      | Hello, Strahm      | 2:40          |
| 47      | Hoffman vs. Strahm | 0:38          |
| 48      | I Got You          | 2:20          |
| 49      | Zepp Five          | 2:40          |

## Accueil

### Box-office
| Pays ou région     | Box-office      | Date d'arrêt du box-office | Nombre de semaines |
| ------------------ | --------------- | -------------------------- | ------------------ |
| Mondial            | 113 864 059 $   | 21 novembre 2008           | 5                  |
| États-Unis, Canada | 56 746 769 $    | 21 novembre 2008           | 5                  |
| France             | 521 863 entrées | 26 novembre 2008           | 4                  |

La préparation du film, qui a commencé en janvier 2008, s'est confirmée au vu des résultats du week-end de sortie de Saw 4 aux États-Unis, soit 31 756 754 $ de recettes lors des 26, 27 et 28 octobre 2007, alors que sur la période analogue Saw en 2004 avait réalisé 18 276 468 $ ; Saw 2 en 2005, 31 725 652 $ ; Saw 3 en 2006, 33 610 391 $. Quant à Saw 5, il a réalisé 30 500 000 $ au cours du week-end de sortie (24, 25 et 26 octobre 2008). Ce qui le place en deuxième position après High School Musical 3 (42 000 000 $).
C'est la première suite de la franchise Saw à ne pas se hisser en tête du box-office américain au cours du week-end de sortie.
- Nombre d'entrées en France : 521 863
- Recettes États-Unis : 56 746 769 $
- Recettes mondiales : 113 864 059 $

## Distinctions
Entre 2008 et 2009, Saw 5 a été sélectionné 3 fois dans diverses catégories et a remporté 1 récompense.

### Récompenses
- Alliance des femmes journalistes de cinéma 2008 : Récompenses spéciales EDA de la suite qui n'aurait pas dû être créée.

### Nominations
- Prix Fangoria Chainsaw 2009 : Pire film.
- MTV Movie Awards 2009 : Meilleur combat pour Scott Patterson et Costas Mandylor.

## Autour du film
- Le tournage a débuté le 17 mars 2008 à Toronto pour s'achever le 2 mai.
- Après l'achèvement du tournage de la séquence du second piège, le producteur Mark Burg a déclaré qu'il s'agissait sûrement du meilleur et plus terrible piège de la série de films[18].
- Le film comporte sept pièges. Le grand piège final (ou test final), a été conçu par un jeune garçon, qui avait sept ans quand il l'a dessiné (Sean Hackl, le fils de David Hackl)[19]. Ces pièges sont décrits comme les plus terrifiants et dérangeants de toute la série de films (dixit David Hackl).
- Darren Lynn Bousman (réalisateur de Saw 2, 3, et 4) avait déclaré qu'il ne souhaitait pas le réaliser. C'est David Hackl (décorateur de Saw 2, 3, et 4 et assistant réalisateur de Saw 3 et 4) qui l'a réalisé[20].
- Oren Koules (producteur de tous les Saw) a déclaré lors d'une entrevue que les histoires de Saw 5 et 6 ont été écrites en même temps que celle de Saw 4.
- La scène dans laquelle Hoffman sort de l'usine Gideon avec Corbett et déclarant « personne n'a survécu » a été tournée à l'origine pour la fin de Saw 4, mais finalement coupée au montage. Elle a été incluse dans le bonus DVD et Blu-ray Darren's Video Diary de Saw 4.
- Un rôle pour un flashback a été proposé à Danny Glover, il a néanmoins dû refuser à cause du tournage concomitant de Blindness. Ce sont alors des scènes tirées du 3e film qui ont été ajoutés.
- Le piège de Seth est inspiré d'une nouvelle d'Edgar Allan Poe Le Puits et le Pendule.
- Dans la scène où Erickson parle à Jill Tuck, la photo sur son bureau est une photo de Mark Rolston et sa femme.
- Le rôle de Dan Erickson était à l'origine écrit pour William Forsythe.
- Le site BloodyDisgusting a publié des photos de David Hackl sur le tournage et sept photos des acteurs[21].
- Lionsgate a sorti en mai 2008 un court synopsis : Hoffman est apparemment la dernière personne à avoir joué un rôle dans les forfaits du tueur au puzzle. Mais quand son secret est menacé, il doit remettre la main sur les derniers détails pour les éliminer. Bien sûr, le synopsis livré ici est un leurre pour voiler le véritable enjeu de l'épisode (comme à chaque nouvel opus).
- Angus Macfadyen et Shawnee Smith font une apparition sous forme de caméo ainsi que certains acteurs du 2e film lors de la préparation du « jeu ».
- Dans la version française du film, Hoffman est promu capitaine lors de la cérémonie rendant hommage aux policiers disparus. Il s'agit en réalité d'une erreur de traduction : dans la version originale, il est promu lieutenant[réf. nécessaire].

### Bande-annonce
La première bande-annonce du film est diffusée aux États-Unis avant le film X-Files : Régénération qui est sorti le 25 juillet.
Il est possible d'y voir peu à peu se dessiner (grâce à un lent travelling) une forme qui se révèle être une boîte en verre (ou plexiglas) dans laquelle est bloquée la tête de l'agent Strahm (Scott Patterson), cette boîte est transpercée par le haut de deux tubes.
Cette bande-annonce est aussi disponible en français, doublée au Québec, sur le site Cinoche.
Le travelling est interrompu trois fois par les inscriptions suivantes :
« His message is righteous » (« Son message est vertueux »)
« His love is everlasting » (« Son amour est éternel »)
« His gift is life » (« Son cadeau est la vie »)
puis deux fois pendant que l'agent Strahm tente de se libérer :
« This Halloween... » (« Cet Halloween »)
« Belongs to... » (« Sera marquée par »)
« Saw V » (« Saw 5 »)
David Hackl avait annoncé lors du tournage que cette séquence pouvait potentiellement tuer l'acteur placé à l'intérieur. Un personnel soignant était donc présent lors du tournage. Hackl a lui-même baptisé ce piège « le plus dangereux » et « le plus élégant de simplicité ». Le film compte un total de sept pièges.

### Affiche du film
L'affiche du film ayant d'abord été un homme avec le visage de Jigsaw sur son visage tendu vers l'arrière puis a été changée, car ça ne correspondait pas au chiffre V (5), pour une paire de chaînes en V qui retient une personne prisonnière par les bras. Une deuxième affiche a été dévoilée : il s'agit d'un homme ayant les mains attachées dans le dos formant un « V ».